# Jutta Ekman
Jutta Ekman, född 16 januari 1940, död 10 november 2003, svensk filmproducent, produktionsledare, inspelningsledare och regiassistent. Hon var aktiv inom branschen mellan 1967 och 2002.

## Producent i urval
- 1987 - Mälarpirater
- 1990 - Kronbruden

- 2002 - Stora teatern